# Fritz Schneider (Politiker, 1916)
Fritz Schneider (* 8. Oktober 1916 in Ludwigshafen am Rhein; † 4. November 2006 in Kaiserslautern) war ein deutscher Jurist und Politiker (FDP, CDU).

## Leben und Beruf
Schneider wurde als Sohn eines Pfarrers geboren. Er machte sein Abitur am humanistischen Gymnasium in Pirmasens. 1933 trat er in die HJ ein, deren Rechtsreferent er 1941 wurde.
Er studierte Rechtswissenschaften in Heidelberg, Genf und München, das er 1944 mit dem zweiten juristischen Staatsexamen beendete. Von 1937 bis 1940 gehörte er dem NSDStB an. Während seines Studiums wurde er 1938 Mitglied der Burschenschaft Vineta Heidelberg. 1940 wurde Schneider Referendar. Von 1941 bis 1945 war er Mitglied des NS-Rechtswahrerbundes und des NS-Altherrenbundes. 1944 wurde er Assessor und war beim Amts- und Landgericht Kaiserslautern tätig.
Ab 1945 war er als Staatsanwalt in Kaiserslautern tätig. 1946 wurde er zum Amtsanwalt zurückgestuft, weshalb er 1947 als Staatsanwalt entlassen wurde. Von 1947 bis 1949 war er beim Generalstaatsanwalt in Neustadt an der Weinstraße tätig. Später war er bis 1958 wieder als Staatsanwalt in Kaiserslautern tätig.

## Partei
Schneider schloss sich 1952 der FDP an und war von 1955 bis 1974 Mitglied im Landesvorstand der FDP Rheinland-Pfalz. 1974 trat er aus der Partei aus und wurde 1981 schließlich Mitglied der CDU.

## Abgeordneter
Schneider war von 1956 bis 1960 Ratsmitglied der Stadt Kaiserslautern. Er gehörte von 1958 bis 1975 dem Landtag von Rheinland-Pfalz an und war dort von 1959 bis 1963 Vorsitzender der FDP-Fraktion. Nach seinem Parteiaustritt 1974 war er fraktionsloser Abgeordneter und Gast der CDU-Fraktion.

## Öffentliche Ämter
Schneider wurde am 18. Mai 1963 als Nachfolger von Wilhelm Westenberger zum Minister der Justiz in die von Ministerpräsident Peter Altmeier geführte Landesregierung von Rheinland-Pfalz berufen und gehörte auch der von Ministerpräsident Helmut Kohl geleiteten Folgeregierung an. 1964 amtierte er als Vorsitzender der Konferenz der Justizminister der Länder. Nach der Bildung einer CDU-Alleinregierung schied er am 18. Mai 1971 aus dem Ministeramt und wurde in dieser Funktion von Otto Theisen abgelöst.
Von 1954 bis 1979 war er Mitglied der Landessynode der Evangelischen Kirche der Pfalz und amtierte von 1961 bis 1978 als deren Präsident. Zudem war er von 1966 bis 1976 Mitglied im Rundfunkrat des Südwestfunks (SWF).

## Ehrungen
- 1970: Bundesverdienstkreuz 1. Klasse
- 1974: Großes Bundesverdienstkreuz
- 1984: Kronenkreuz in Gold des Diakonischen Werkes der evangelischen Kirche
- 1990: Verdienstorden des Landes Rheinland-Pfalz